# DCLXVI: To Ride Shoot Straight and Speak the Truth
DCLXVI: To Ride Shoot Straight and Speak the Truth (Römisch für „666“: dt. „Um zu reiten, schießen und die Wahrheit zu sagen“) ist das vierte Studioalbum der schwedischen Metal-Band Entombed und das erste, auf dem der ehemalige Grave-Frontmann Jörgen Sandström als Bassist zu hören ist. Die Platte erschien im Jahr 1997 auf dem eigenen Label Threeman Recordings.

## Entstehungsgeschichte
Die Arbeiten an diesem Album gingen bis in das Jahr 1994 zurück, als die Instrumental-Fraktion der Band sechs Lieder aufnahm: To Ride, Shoot Straight and Speak the Truth, Like This with the Devil, Just as Sad, Put Me out und Damn Deal Done. Mit Ausnahme von Just as Sad, Put Me Out, bei denen sich Nicke Andersson und Uffe „Monster“ Cederlund den Gesang teilten, waren diese Aufnahmen noch ohne Gesang. Außerdem entstand in dieser Session ein unbetiteltes Stück, das später den Arbeitstitel Ms. Anthropic bekam. Es war das einzige Stück aus der Entstehungszeit des Albums, an dem noch der damalige Bassist Lars Rosenberg beteiligt war. Da er allerdings die Gruppe Richtung Therion verließ, blieb das Lied unbearbeitet und als neuer Bassist kam Jörgen Sandström hinzu. Bei einer Proberaum-Session Anfang 1996 wurden dann erstmals Somewhat Peculiar, Boats sowie Hollywood Babylon (eine Coverversion eines Titels von The Misfits, die später für das Coveralbum Sons of Satan... Praise the Lord als Studioversion aufgenommen wurde) mit Petrovs Gesang gespielt. Bei dieser Session wurden Parasight und They zwar ebenfalls gespielt, enthielten aber noch keinen Text und blieben somit ohne Gesang. Im Frühjahr 1996 nahm die Band schließlich die ersten, „richtigen“ Demoaufnahmen mit Petrov am Gesang auf. Dafür wurden die Lieder To Ride, Shoot Straight and Speak the Truth und Like This with the Devil noch einmal neu aufgenommen, während bei Just as Sad und Put Me Out die Instrumental-Spuren von 1994 Verwendung fanden und lediglich die Gesangsspuren von Andersson und Cederlund durch neu eingesungene Passagen von Petrov ersetzt wurden. Im Sommer 1996 entstanden dann die fertigen Studioaufnahmen, von denen auch verschiedene Mixe angefertigt worden sind. Erst mixte Mike Frazer die Lieder Wreckage und Boats, die Band war aber mit dem Resultat nicht zufrieden, also ließ Tomas Skogsberg das Album abmischen und diese Version des Albums fand als Promo-CD zu den Musikmagazinen Umlauf. Da Nicke Andersson allerdings nicht zu 100 Prozent überzeugt war von dem Klang des Albums, insbesondere dem des Schlagzeugs, mischte Skogsberg die Platte ein zweites Mal ab. In dieser Version fand das Album dann schlussendlich in die Läden. Doch bis dahin galt es noch, die Angelegenheit zu klären, bei welchem Label man veröffentlichen würde. Die Band hatte nämlich Earache Records enttäuscht verlassen und bei Eastwest unterschrieben, deren sie betreuender A&R-Mitarbeiter der Firma aber plötzlich nicht mehr angehörte. Erst als die Rechte an den neuen Liedern zurückgekauft worden waren, wurde das bandeigene Label Threeman Recordings gegründet, das die folgenden Veröffentlichungen vornahm. Später erfolgte die Lizenzierung durch Music for Nations.

## Stil
Das von Druckerzeugnissen wie der Rock Hard Enzyklopädie oder der Internetplattform Metal Rules verwendete Kofferwort Death ’n’ Roll (gebildet aus den Komponenten Death Metal und Rock ’n’ Roll) hat sich längst als Substil etabliert und ist mehr als mit jeder anderen Band mit Entombed verknüpft. Den auf Wolverine Blues selbstkreierten Stil Death ’n’ Roll habe man auf To Ride, Shoot Straight and Speak the Truth perfektioniert, erklärt die Website metalinjection.net.
Das Album sei „heavy grinding power-boogie doom“ steht in Janne Starks Buch über die schwedische Metal-Szene. In Verbindung mit einem Gesangsstil, der kein Growling mehr aufweise, stattdessen mit Motörhead oder White Zombie vergleichbar sei, zeige es mehr denn je Entombeds rockige Seite.
Frank Albrecht fand im Rock Hard, dass To Ride, Shoot Straight and Speak the Truth an Wolverine Blues anknüpfe. Der „Death’n’Roll“ setze sich aus den Stilrichtungen Death Metal und Punk sowie einigen Charakteristika der Musikgruppen Motörhead und Kiss zusammen. Ein bluesiges (Boats), ein progressives (Wound) und ein „völlig abgefahrenes“ (Mr. Uffe’s Horrorshow) Experiment gebe es zusätzlich.
Allmusic benutzte die Bezeichnung „Scandinavian Metal“.
Nicke Andersson antwortete auf die Frage nach der Abkehr vom reinen Death Metal in riffbetonte Rock-Regionen im saarländischen Musikmagazin Splitter: „Nun, die Zeiten und die Geschmäcker ändern sich im Laufe der Zeit. Außerdem wäre es albern, heute immer noch lupenreinen Death Metal wie vor vier oder fünf Jahren zu spielen. Bands wie Carcass oder Cathedral sind die besten Beispiele. […] Wir haben uns ja bereits auf Wolverine Blues von unseren Wurzeln gelöst, somit ist die Veränderung gar nicht so drastisch.“

## Covergestaltung
Der Vater des Entombed-Roadies (und späteren The-Hellacopters-Basisten) Kenny Håkansson entwarf für die Firma Guerilla Art Filmplakate. Auf seine Kompetenz setzte Entombed von Anfang an bei der Covergestaltung. Im Falle von To Ride, Shoot Straight and Speak the Truth kam dann diese Spezialisierung auf Filmplakate zum Tragen, denn die Aufmachung entspricht einem solchen für Horrorfilme älteren Datums (nicht nur aber vor allem Anfang der 1960er Jahre). Der DCLXVI lautende Arbeitstitel des Albums, der in arabische Zahlen umgeschrieben die biblische „Zahl des Tieres“, 666, ergibt, wurde ebenfalls auf dem Cover in Szene gesetzt, sodass er manchmal mitzitiert wird.

## Titelliste
1. To Ride, Shoot Straight and Speak the Truth – 3:12 (Nicke Andersson, Alex Hellid)
2. Like This with the Devil – 2:12 (Andersson)
3. Lights Out – 3:35 (Andersson)
4. Wound – 2:43 (Uffe „Monster“ Cederlund)
5. They – 4:05 (Hellid)
6. Somewhat Peculiar – 3:20 (Andersson, Hellid)
7. DCLXVI – 1:42 (Lars Göran Petrov)
8. Parasight – 2:50 (Andersson, Hellid)
9. Damn Deal Done – 3:26 (Andersson, Cederlund, Hellid)
10. Put Me Out – 2:23 (Cederlund)
11. Just as Sad – 1:51 (Andersson)
12. Boats – 3:07 (Hellid)
13. Uffe’s Horrorshow – 1:18 (Cederlund)
14. Wreckage – 4:01 (Andersson)

Die limitierte Digipak-Edition enthält eine Bonus-CD namens Family Favourites, auf der vier Cover-Songs enthalten sind (auf der Vinyl-Ausgabe sind weitere zwei Stücke vertreten):
- 01. Kick Out the Jams – 2:49 (Rob Tyner, Wayne Kramer, Fred „Sonic“ Smith, Michael Davis, Dennis Thompson; im Original von MC5)
- (in anderer Version zusätzlich) Tear It Loose – 3:21 (Dee Snider; im Original von Twisted Sister)
- 02. 21st Century Schizoid Man – 3:19 (Robert Fripp, Ian McDonald, Greg Lake, Michael Giles, Peter Sinfield; im Original von King Crimson)
- 03. Bursting Out – 3:43 (Anthony Bray, Jeffrey Dunn, Conrad Lant; im Original von Venom)
- (in anderer Version zusätzlich) Satan – 1:15 (Paul Cafaro, Peter Konicek, Peter Straus; im Original von The Dwarves)
- 04. Under the Sun – 5:45 (Geezer Butler, Tony Iommi, Ozzy Osbourne, Bill Ward; im Original von Black Sabbath)

## Rezeption
Im Metal Hammer erreichte das Album in der Bewertungsrangliste der im Monat neu erschienenen CDs den viertbesten Durchschnittswert. Matthias Weckmann, dessen Wertung sich auf 6 von 7 möglichen Punkten belief, meinte: „To Ride … hat zwar nicht die Klasse-Songs von Wolverine Blues, dafür aber ein breites Spektrum, das weit über den Death Metal hinausgeht. Was beim Hören zunächst einmal ein großes Fragezeichen hinterlassen wird.“ Die frische Mischung aus Punk-Attitüde und Komplexität wirke eben „zu Beginn ein wenig wirr“ und sei daher „schwer verdaulich“. Musikerkollege Flo V. Schwarz (Pyogenesis) gab im selben Heft das Kurz-Statement ab: „Die werden immer rockiger, eine schöne Entwicklung, die die Band da gemacht hat. Typischer Sunlight-Sound.“
Martin Popoff, Autor der Buchreihe The Collector’s Guide of Heavy Metal, fiel ebenfalls die Komplexität auf, die im Kern den typischen „Skogsberg-Sound“ in sich trage. Einem Kreativitätsschub, der eine Zurücknahme des „Drauflos-Death-Metals“ zugunsten von „psychedelischem Doom“ ausgelöst habe, sei der entstandene Meilenstein des 1990er-Jahre-Metals zu verdanken. Er vergab die Bestwertung von 10 Punkten.
Das Material liege nahe an dem auf Wolverine Blues gebotenem, sei glücklicherweise kantiger, weise dafür aber ein weniger überzeugendes Songwriting auf, schrieb Jason Birchmeier in seiner Band-Biografie für Allmusic. Sein Kollege Stephen Thomas Erlewine drückte es in seiner Rezension deutlicher aus: Die Gitarrenarbeit sei „brutal“ zu nennen, das Songwriting dagegen „schlampig“ und „undiszipliniert“. Er vergab 2 ½ von 5 möglichen Sternen.
Frank Albrecht schloss seine Rezension mit dem Fazit: „To Ride, Shoot Straight and Speak the Truth ist also ein rundum gelungenes Comeback für die einstigen Death Metal-Pioniere.“ Seine 8,5 von 10 möglichen Punkten waren die höchste Wertung in der Rock-Hard-Bewertungstabelle des März-Heftes 1997. Insgesamt landete das Album auf Platz 8.
Für Janne Stark ist das Album einfach nur „brillant“. Auf metal-rules.com erhielt das Album, das bei Erscheinen die Anhängerschaft der Band aufgrund der endgültigen Abkehr vom reinen Death Metal gespalten habe, 2014 in einer retrospektiven Besprechung 4 von 5 möglichen Punkten.